# Elche Club de Fútbol 2009-2010
Questa voce raccoglie le informazioni riguardanti l’Elche Club de Fútbol nelle competizioni ufficiali della stagione 2009-2010.

## Rosa
| N. |                      | Ruolo | Calciatore               |
| -- | -------------------- | ----- | ------------------------ |
| 1  | Argentina (bandiera) | P     | Wilfredo Caballero       |
| 2  | Spagna (bandiera)    | C     | Rodrigo Ángel Gil Torres |
| 3  | Spagna (bandiera)    | D     | Raúl Fuster              |
| 4  | Spagna (bandiera)    | D     | Jesús Olmo               |
| 5  | Spagna (bandiera)    | D     | Samuel                   |
| 6  | Spagna (bandiera)    | D     | Miguel Ángel Tena García |
| 8  | Spagna (bandiera)    | C     | Juli                     |
| 9  | Spagna (bandiera)    | A     | Jorge Molina             |
| 10 | Spagna (bandiera)    | C     | Jandro                   |
| 11 | Brasile (bandiera)   | D     | Thiago Carleto Alves     |
| 12 | Ghana (bandiera)     | C     | Mubarak Wakaso           |
| 13 | Spagna (bandiera)    | P     | Jaime                    |
| 14 | Spagna (bandiera)    | A     | Jesús Perera             |
| 15 | Argentina (bandiera) | C     | José Acciari             |

| N. |                      | Ruolo | Calciatore              |
| -- | -------------------- | ----- | ----------------------- |
| 16 | Spagna (bandiera)    | D     | Martí Crespí            |
| 17 | Spagna (bandiera)    | C     | Saúl Fernández García   |
| 18 | Spagna (bandiera)    | C     | David Generelo          |
| 19 | Spagna (bandiera)    | C     | Javi Lara               |
| 20 | Spagna (bandiera)    | A     | Rafa Gómez              |
| 21 | Spagna (bandiera)    | D     | Ximo Navarro            |
| 22 | Spagna (bandiera)    | C     | Fernando Usero          |
| 23 | Spagna (bandiera)    | C     | Andrés del Campo Santos |
| 24 | Argentina (bandiera) | A     | Óscar Trejo             |
| 25 | Spagna (bandiera)    | D     | Oscar Rubio Fauria      |
| 27 | Spagna (bandiera)    | A     | Álvaro Giménez          |
| 28 | Argentina (bandiera) | C     | Pablo Nicolás           |
| 31 | Spagna (bandiera)    | P     | Leandro                 |